# ميدان تقسيم

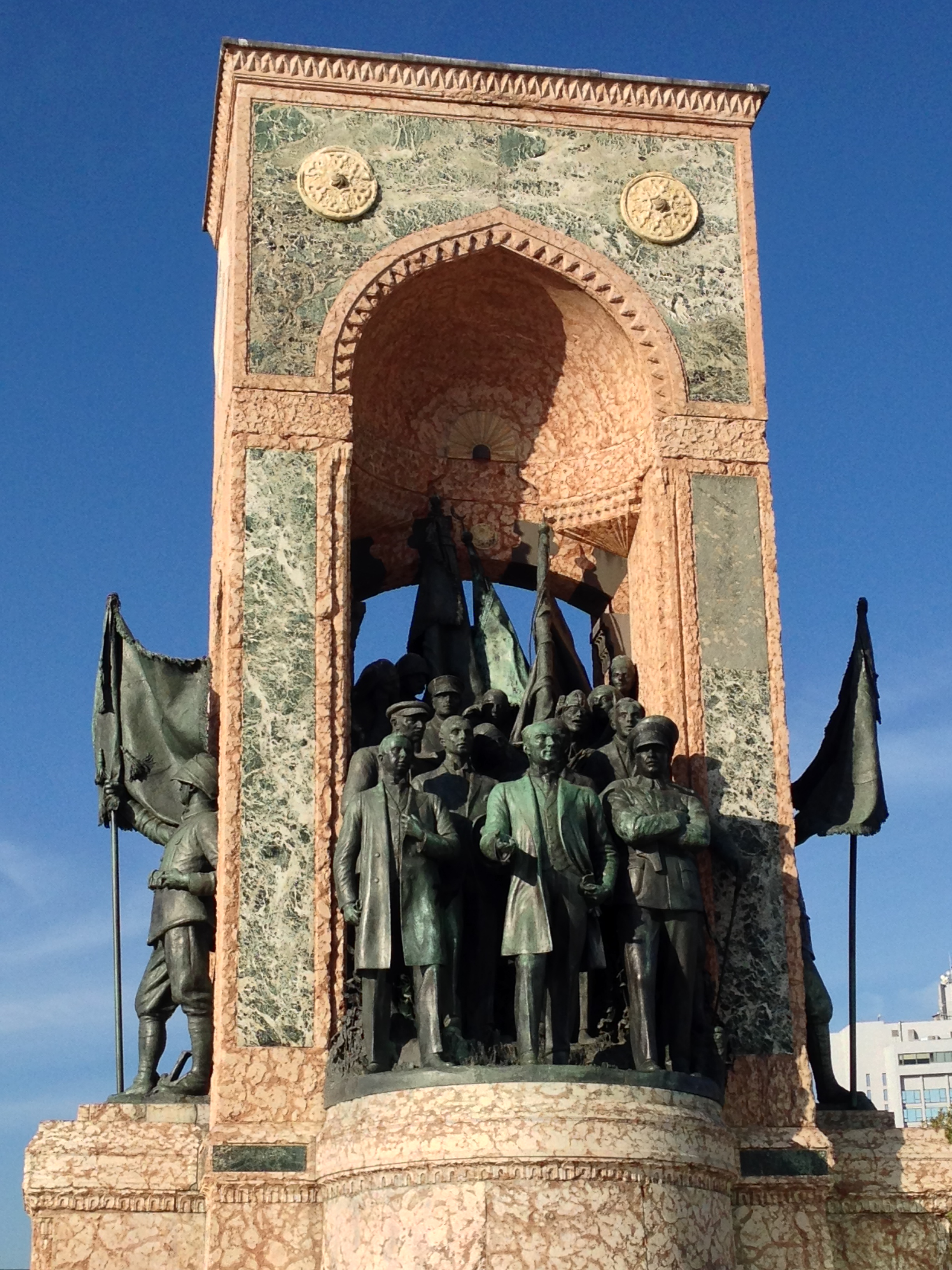
نُصب الجمهورية في ميدان تقسيم في إسطنبول. صممه النحات الإيطالي بييترو كانونيكا

ميدان تقسيم (بالتركية: Taksim Meydanı)‏ ميدان في إسطنبول بتركيا يمثل مركز المدينة الحديثة (بيولو) ويوجد فيه نصب الجمهورية الظاهر في الصورة (يعود لعام 1928م، دشن في الذكرى الخامسة لإعلان الجمهورية). ونظراً لموقع الميدان بوسط المدينة ولوجود النصب الذي يعتبر معلماً سياحياُ وكثرة الفنادق والمطاعم والملاهي الليلية ووسائل المواصلات العامة في المنطقة المحيطة به (وتسمى «تقسيم»)، فإن الميدان والحي الذي يقع فيه يعدا وجهة مفضلة للسياح بالمدينة.

## تاريخ

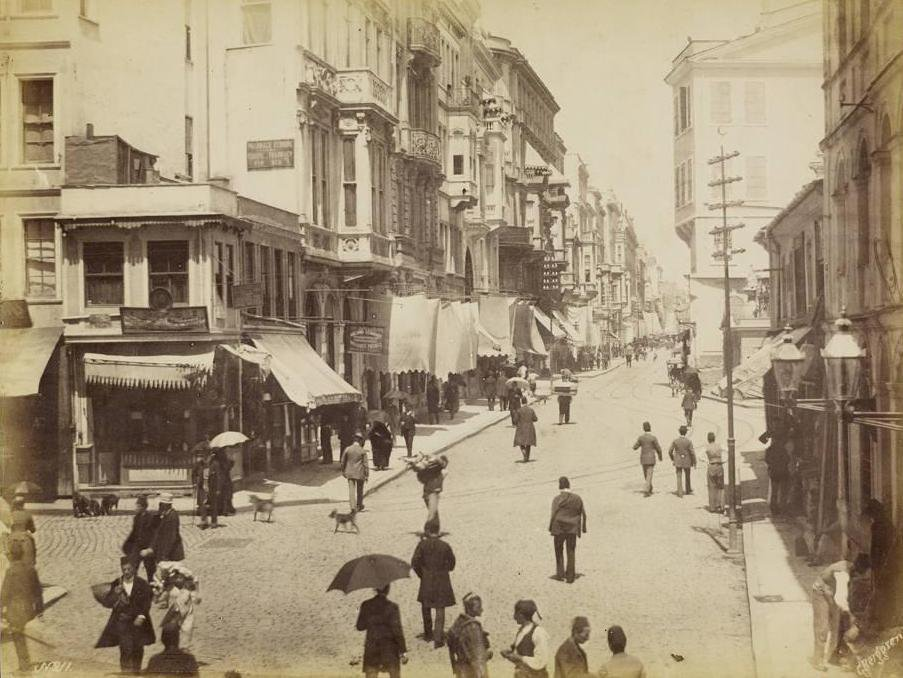
تقسيم فترة 1880

كانت ساحة تقسيم في الأصل النقطة التي تم فيها تجميع خطوط المياه الرئيسية من شمال إسطنبول وتفرعها إلى أجزاء أخرى من المدينة (ومن هنا جاءت الاسم)، وقد تم إنشاء هذا الاستخدام للمنطقة من قبل السلطان محمود الأول في العصر العثماني، بالإضافة إلى ذلك، يمكن أن تشير كلمة «تقسيم» إلى نوع من المقامات الموسيقية الارتجالية التركية الكلاسيكية. من المباني الهامة الأخرى التي كانت تقف على الساحة في القرن التاسع عشر ثكنات تقسيم للمدفعية (تقسيم طوپجى قشلۀسى) التي أصبحت فيما بعد استاد تقسيم، لكنها هدمت في عام 1940 أثناء أعمال بناء المنتزه القائم مكانها حاليًا.

## حاليا

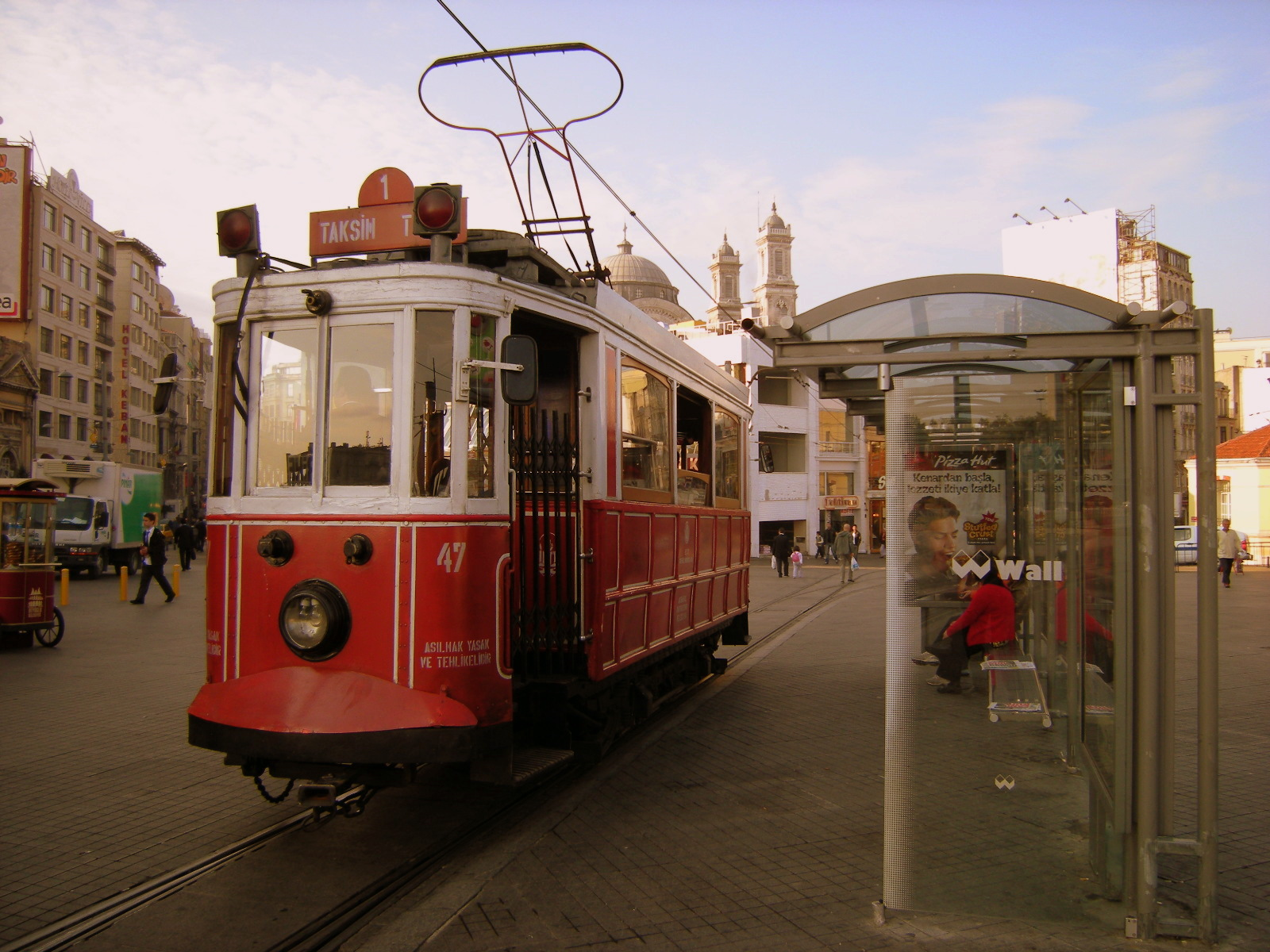
عربة التلفريك التي كانت تجرها الخيول حتى عام 1914، تسير حاليًا على طول ميدان تقسيم

تقسيم هو محور النقل الرئيسي ومكانا شعبيا لكل من السياح والسكان الأصليين في إسطنبول، يقع شارع الاستقلال، وهو شارع تسوق طويل للمشاة، في هذه الساحة، ويمتد الترام من الساحة على طول الشارع، الذي ينتهي بالقرب من نفق تونيل (1875)، وهو ثاني أقدم خط مترو أنفاق في العالم بعد مترو الأنفاق في لندن، (1863).
ساحة تقسيم المحيطة بها العديد من وكالات السفر والفنادق والمطاعم والحانات، وسلاسل الوجبات السريعة الدولية مثل بيتزا هت، ماكدونالدز، مترو الانفاق، وبرغر كينغ، كما أنها موطن لبعض من أكبر الفنادق في إسطنبول بما في ذلك إنتركونتيننتال، وريتز كارلتون، وفندق مرمرة. الميدان هو أيضا المكان المفضل للمناسبات العامة مثل المسيرات، واحتفالات رأس السنة الجديدة، أو غيرها من التجمعات الاجتماعية.
يقع مركز أتاتورك الثقافي (أتاتورك كولتر مركزى)، وهو مركز ثقافي متعدد الأغراض ودار الأوبرا، في ساحة تقسيم، وكان مقر تلفزيون نتف إستوديو الإخباري الصباحي يقع في ساحة تقسيم واستمر على هذه الحال عدة مواسم، قبل انتقاله في عام 2011.

## المُظاهرات والحوادث

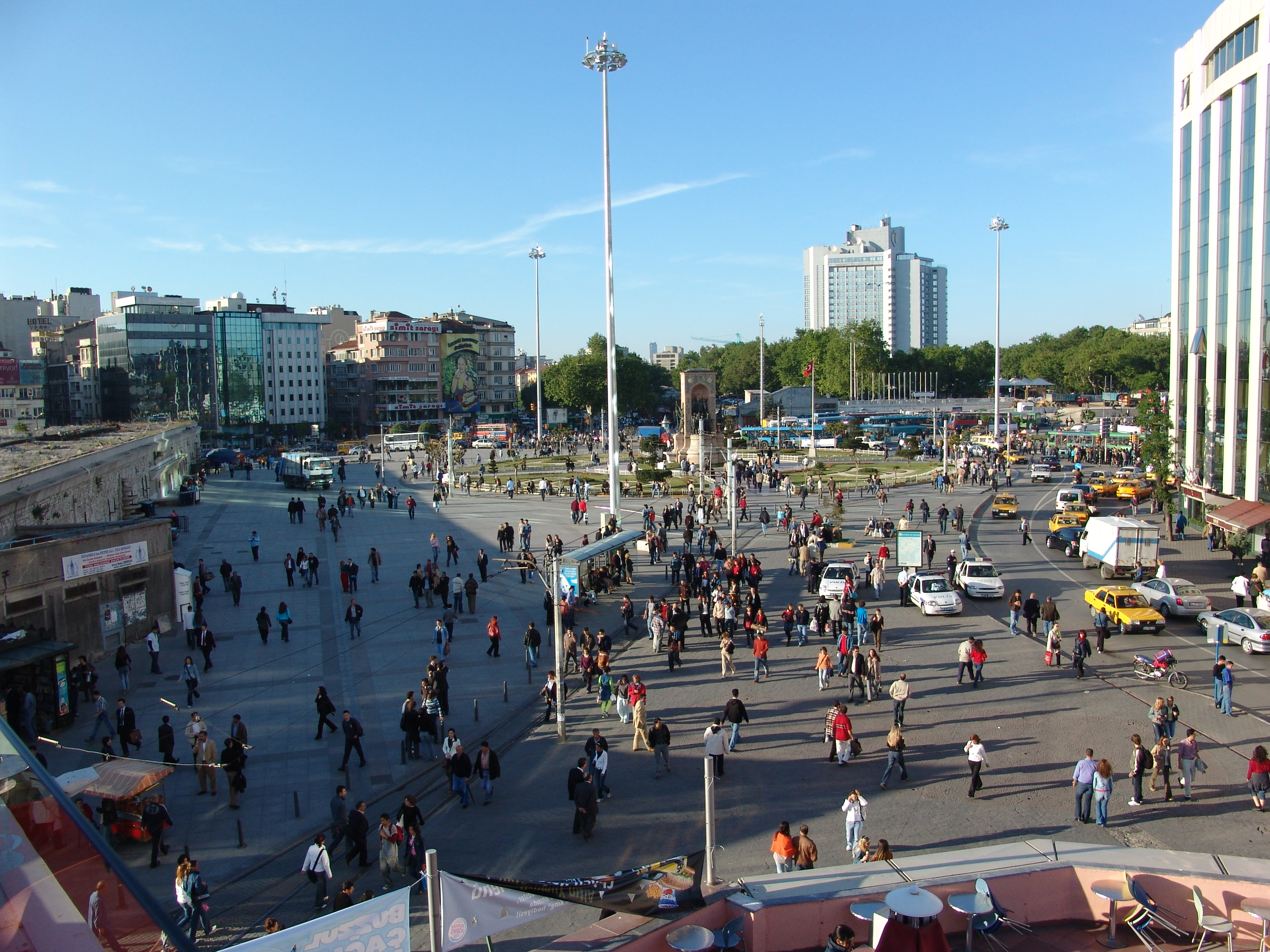
منظر لميدان التقسيم من برغر كينج

- ميدان التقسيم يشكل مسرحاً مهماً للتظاهرات السياسية منذ وجوده. فالجماعات من شتى ألوان الطيف السياسي بالإضافة للمؤسسات الأهلية، تتظاهر من أجل قضاياها في هذا الميدان لأهميته. ففي 16 فبراير 1969، جرح حوالي 150 متظاهراً يسارياً خلال مصادمات مع جماعات يمينية بما يعرف «بالأحد الدامي». وفي ما يعرف بمجزرة ميدان التقسيم، قتل 36 متظاهراً يسارياً على يد مجهولين يزعم أنهم مسلحون يمينيون في مظاهرات يوم العمال في 1 مايو 1977. بعد عديد من حوادث العنف الأخرى، تم حظر جميع أشكال التظاهر الجماعي في الميدان وتواجدت الشرطة على مدار الساعة منعاً لأي حوادث. الحظر لم ينطبق على الشوارع الجانبية أو الأحياء المتاخمة. اليوم، يعتبر ميدان التقسيم نقطة بداية أو هدف لتحرك الكثير من المظاهرات السياسية؛ بالإضافة إلى أن تجمع كبير في يوم العمال كان قد سمح به لأول مرة عام 2010 وظل سلمياً منذ ذلك الحين.
- كان ميدان التقسيم موقعاً لأعمال شغب لمشجعي كرة القدم عام 2000 عندما طُعن اثنان من مشجعي ليدز يونايتيد حتى الموت خلال مصادمات مع مشجعي غلاطة سراي، في الليلة التي سبقت كأس UEFA في مباراة دورة نصف النهائي 1999-2000 للفريقين.
- في 31 أكتوبر 2010، حصل تفجير انتحاري قرب حافلة للشرطة. توفي الرجل الذي قام بالتفجير، وهو كردي تابع لصقور حرية كردستان، واصيب 15 ضابط شرطة و17 مدنياً.[2]

- تجمعات لأحداث مثل ليلة رأس السنة، يوم الجمهورية، أو العروض على شاشات كبيرة لمباريات كرة القدم المهمة مستثناة من الحظر. كما تقام مسيرة إسطنبول برايد للمثليين في الميدان أيضاً.[3]

- منذ 26 مايو 2013، يشهد الميدان مظاهرات بدأت لمعارضة قطع الأشجار في حديقة منتزه تقسيم (غيزي تقسيم) تمهيداً لإعادة بناء ثكنات عثمانية لجعلها مركز تجاري.[4][5][6]

- افتُتح مسجد تقسيم وهو مسجد يُطل على ميدان تقسيم بعد صلاة الجمعة 28 مايو 2021 بحضور الرئيس التركي رجب طيب أردوغان، حيث أقيمت صلاة الجمعة الأولى في المسجد ورفع أول أذان فيه بحضور آلاف المصلين الذين ملؤوا المسجد وساحة تقسيم الشهيرة.[7][8]

## معرض صور

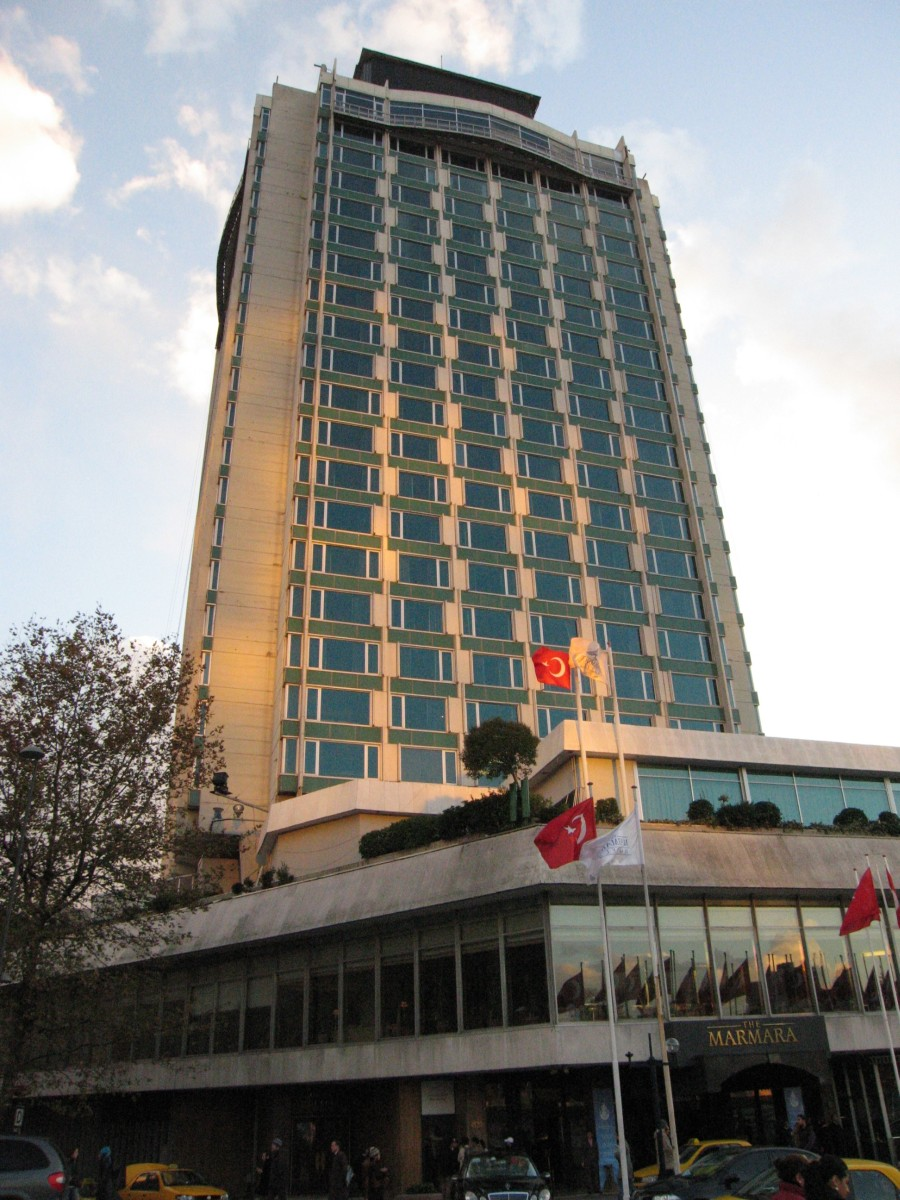
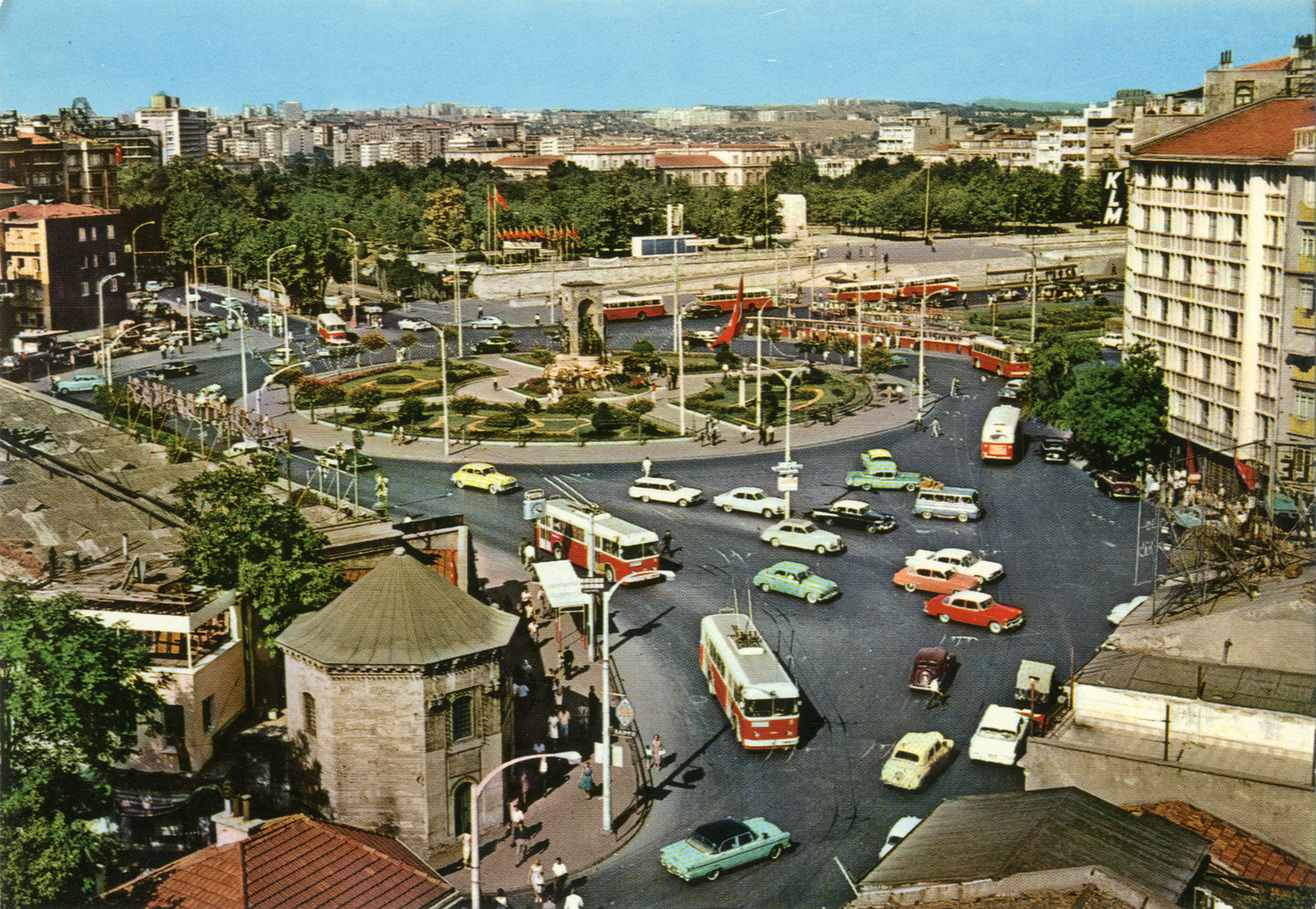
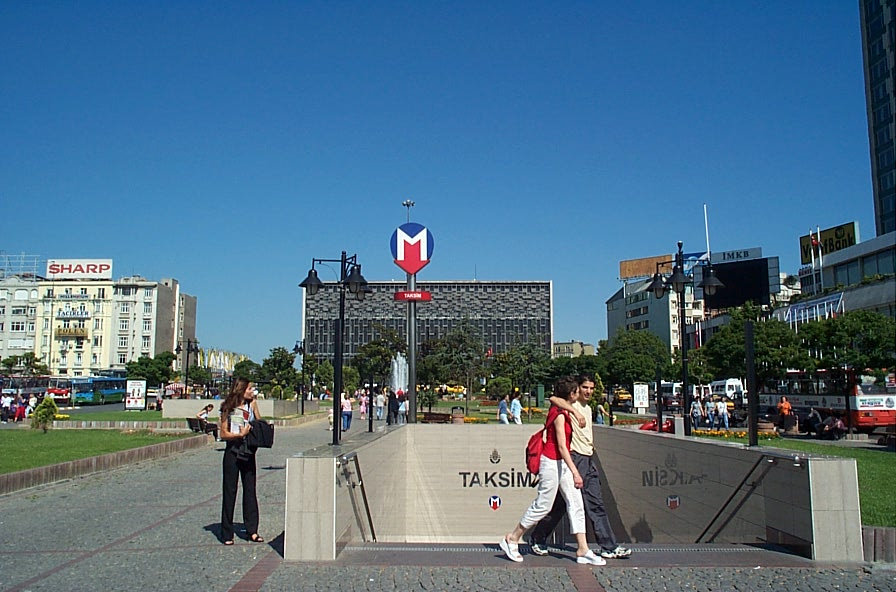
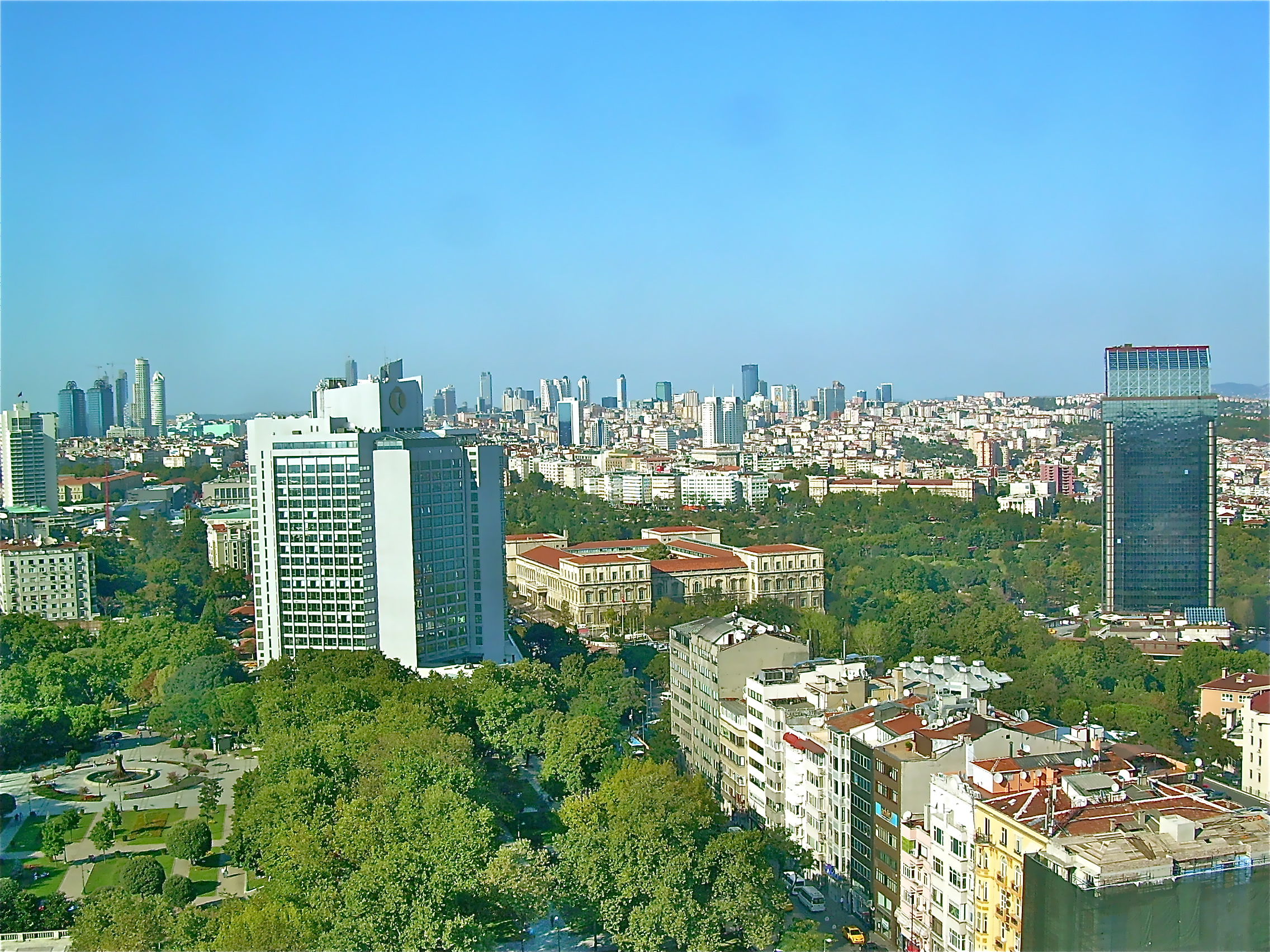
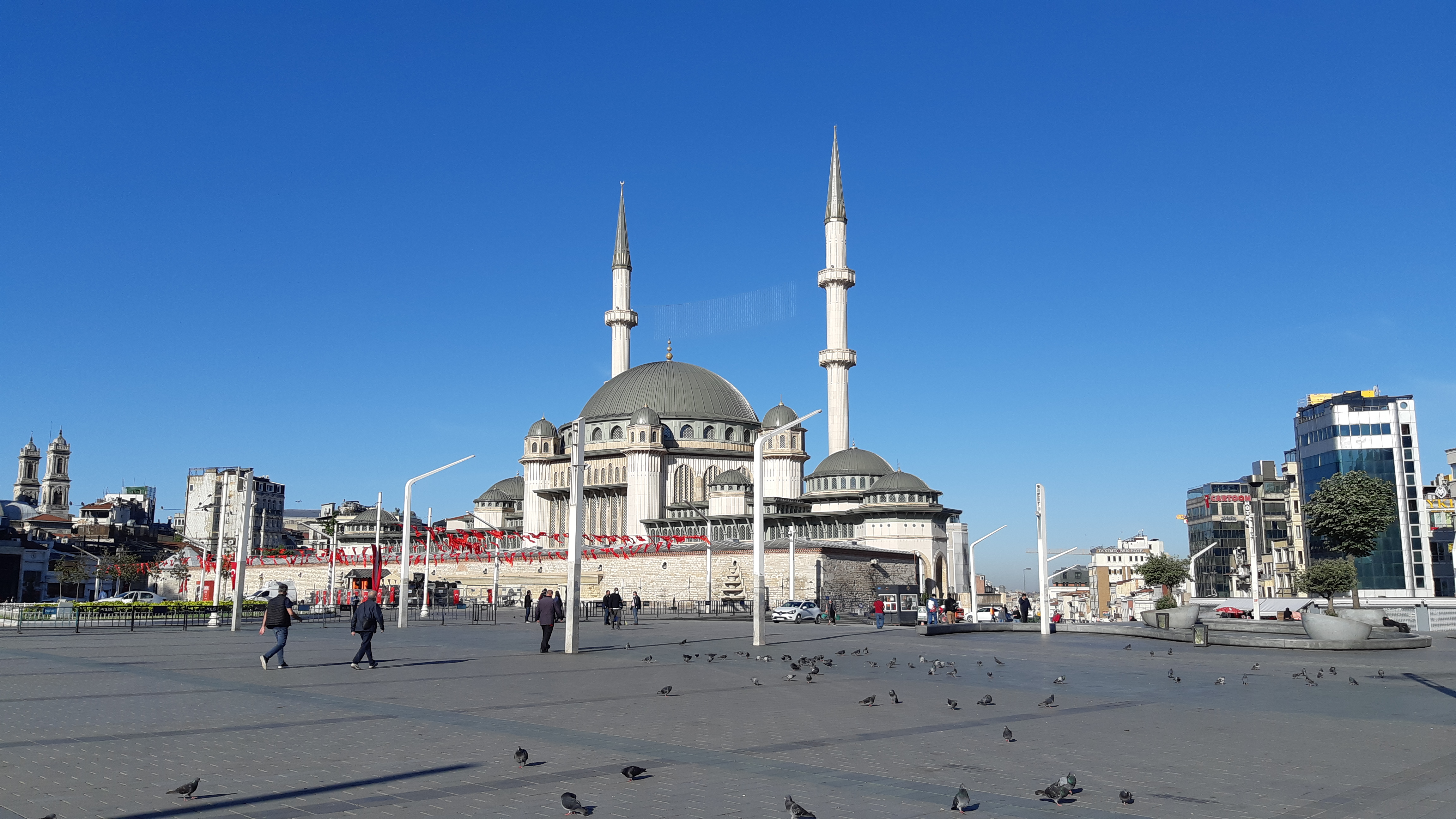